# Майсборн
Майсборн (нем. Maisborn) — община в Германии, в земле Рейнланд-Пфальц.
Входит в состав района Рейн-Хунсрюк. Подчиняется управлению Эммельсхаузен. Население составляет 123 человека (на 31 декабря 2010 года). Занимает площадь 1,47 км².